# One Touch of Nature (film 1909 Essanay)
One Touch of Nature è un cortometraggio muto del 1909. Il nome del regista non viene riportato nei credits.

## Trama
Una giovane madre resta sola in casa con il suo bambino che beve per sbaglio del veleno da una bottiglia. Quando la donna si accorge di ciò che è accaduto, è disperata perché anche i fili del telefono sono tagliati e lei non sa come chiedere aiuto. In casa, si introduce il ladro che ha isolato il telefono: al vederlo, la donna lo supplica di andare a chiedere aiuto e, per convincerlo, gli offre tutti i gioielli che ha. Dopo aver dapprima rifiutato, il ladro cede davanti al bambino sofferente: corre a chiamare il medico che salva il piccolo. Quando il dottore se ne va, il ladro rimette a posto i gioielli senza che la padrona di casa si accorga di nulla.
Il marito, di ritorno, vede uno sconosciuto lasciare la casa: lo prende e lo riporta dentro, trascinandolo in camera della moglie. Lei gli racconta tutto quello che è accaduto e di come il ladro abbia salvato il loro bambino e restituito anche tutti i gioielli. La coppia decide di offrire al ladro la possibilità di cambiare vita, offrendogli di restare nella loro casa. Solo nella sua nuova stanza, l'uomo getta via tutti gli attrezzi che gli erano serviti nella vecchia professione e, commosso, si mette a pregare davanti al capezzale del bambino malato.

## Produzione
Il film fu prodotto dalla Essanay Film Manufacturing Company.

## Distribuzione
Il cortometraggio, che venne distribuito nelle sale cinematografiche USA il 21 aprile 1909, nelle proiezioni veniva programmato con il sistema dello split reel, accorpato in un'unica bobina con un altro cortometraggio, la commedia A Pair of Garters.
Non si conoscono copie ancora esistenti della pellicola che viene considerata presumibilmente perduta.